# Eutropis madaraszi
Espèce
Synonymes
- Mabuia madaraszi Méhely, 1897
- Mabuya madaraszi (Méhely, 1897)

Eutropis madaraszi est une espèce de sauriens de la famille des Scincidae.

## Répartition
Cette espèce est endémique du Sri Lanka.

## Étymologie
Cette espèce est nommée en l'honneur de Gyula Madarász.

## Publication originale
- Méhely, 1897 : Zur Herpetologie von Ceylon. Termes Fuzetek, Budapest, p. 55-70.